# Вольтерс, Эрнст
Эрнст Вольтерс (нем. Ernst Wolters; 9 октября 1893 — 30 марта 1945) — швейцарский скрипач и дирижёр. Отец Клауса Вольтерса.
С 1925 года и до конца жизни возглавлял городской оркестр в Винтертуре, будучи одновременно его концертмейстером. 2 декабря 1924 года во главе оркестра осуществил мировую премьеру оратории Артюра Онеггера «Царь Давид». Играл также в Винтертурском струнном квартете (в разные годы — партии первой и второй скрипки).
Среди учеников Вольтерса — скрипачи Аида Штуки и Поль Андре Гайяр.